# EBS 교육저널
《EBS 교육저널》은 EBS 1TV에서 매주 금요일 밤 11시 35분에 방송했던 교양 프로그램이였다. 2019년 3월 29일, 23회차 방송을 끝으로 막을 내렸다.

## 방송 시간
| 방송 채널 | 방송 기간                        | 방송 시간                                    |
| --------- | -------------------------------- | -------------------------------------------- |
| EBS 1TV   | 2018년 9월 7일 ~ 2019년 3월 22일 | 매주 금요일 밤 11시 35분 ~ 12시 35분 (1시간) |

## 방송 회차
- 1회 - 4차 산업혁명 시대, 인문학으로 살아남는 법
- 2회 - 4차 산업혁명 시대, 수학으로 초연결하라!
- 3회 - 4차 산업혁명 시대, 무엇을 배우고 가르칠 것인가
- 4회 - 어린이 교통안전 비상! 이대로 괜찮은가?
- 5회 - 앱 세대를 위한 평화.통일 교육, 어떻게?
- 6회 - 디지털 미디어 혁명, 교육의 패러다임을 바꾸다
- 7회 - 소프트웨어 교육, 길을 묻다
- 8회 - 코딩으로 창의력 키우는 방법
- 9회 - 반려동물과 함께 사는법
- 10회 - 인생3모작을 위한 노년 교육, 어떻게?
- 11회 - 장애인 인식개선 교육 의무화, 의미와 방향은?
- 12회 - 다문화 시대, 우리에게 필요한 교육은?
- 13회 - 2018년, 올해 가장 뜨거웠던 교육계 이슈는?
- 14회 - 영어 공부하기 딱 좋은 나이! 50대를 위한 영어 공부법
- 15회 - 아이의 자존감을 높여주는 부모 되는 법
- 16회 - 기록의 시대! 나의 삶을 기록하는 글쓰기
- 17회 - 자유학년제, 당신의 아이는 준비되어 있습니까?
- 18회 - 입시 코디 없이도 성공할 수 있는 새 학기 공부법
- 19회 - 욱하는 우리 아이 감정조절 교육법
- 20회 - 3·1 운동 100주년, 우리는 얼마나 알고 있습니까?
- 21회 - 게임 세대, 어떻게 이해하고 소통할 것인가?
- 22회 - 학교 공간 혁신! 공간이 교육을 바꾼다
- 23회 - 노인의 개념이 바뀐다! 노년 인생 가이드

## 타이틀 변천사
| 역대 | 타이틀                   | 방송 기간                         |
| ---- | ------------------------ | --------------------------------- |
| 1대  | <난상토론> 교육을 말한다 | 2013년 3월 1일 ~ 2013년 8월 23일  |
| 2대  | 생방송 EBS 교육대토론    | 2013년 8월 26일 ~ 2016년 8월 19일 |
| 3대  | EBS 교육대토론           | 2016년 9월 2일 ~ 2018년 8월 17일  |
| 4대  | EBS 교육저널             | 2018년 9월 7일 ~ 2019년 3월 22일  |